# L'Escalette
L’Escalette is een heuvel in de Belgische Provincie Henegouwen. Ze behoort tot de heuvelzone van het Pays des Collines. Op de top bevond zich Le Musée du Tour de France, waarin fietsfanaat Lucien De Schepper zijn wielerschatten tentoonstelde. In 2007 werd de inhoud van het museum overgebracht naar het Centrum Ronde Van Vlaanderen in Oudenaarde .

## Wielrennen
L'Escalette kan aan twee verschillende zijden beklommen worden.
Aan de noordzijde, vertrekkend vanop grondgebied Elzele, heet de helling L'Escalette-nord/Roquette. Langs deze zijde is de helling 1300 meter lang en is het gemiddelde stijgingspercentage 6%.
Aan de zuidzijde, vertrekkend vanop grondgebied Oeudeghien, heet de helling L'Escalette/Rue de la Folie. Langs deze zijde heeft de helling een lengte van 1400 meter, een gemiddeld stijgingspercentage van 4,6% en een maximaal stijgingspercentage van 10%. Deze beklimming aan de zuidzijde is opgenomen in de Cotacol Encyclopedie met de 1.000 zwaarste beklimmingen van België.